# Flugplatz Kulmbach

i7
i11
i13
Der Verkehrslandeplatz Kulmbach (ICAO-Code: EDQK) liegt nördlich der Stadt Kulmbach.
Die günstige geographische Lage bietet gerade für den Segelflug ausgezeichnete Einstiegsmöglichkeiten in die Streckenflugmöglichkeiten der angrenzenden Mittelgebirge, vor allem in den Frankenwald, Thüringer Wald, das Fichtelgebirge und die Fränkische Alb, aber auch bis ins Erzgebirge, den Oberpfälzer und Bayerischen Wald sowie die Schwäbische Alb. Der Flugplatz ist Heimat mehrerer Segelflugvereine der Region.
Von Kulmbach aus ist ganzjähriger Flugbetrieb möglich. Der Flugplatz schließt an ein Waldgebiet an. Er besitzt im Zentrum Oberfrankens einen hohen Freizeitwert. Am Verkehrslandeplatz Kulmbach wird Motorflug, Segelflug, Motorsegelflug und Ultraleichtflug betrieben.

## Zwischenfälle
- Im August 2014 stürzte ein zweisitziges Ultraleichtflugzeug vom Typ Ikarus C42B beim Landeanflug auf Kulmbach ab und geriet in Brand, wobei der Pilot ums Leben kam. Die Obduktion der Leiche ergab, dass dieser wegen psychischer Probleme unter dem Einfluss mehrerer Psychopharmaka stand und somit gar nicht hätte fliegen dürfen.[1][2]
- Ein am 20. September 2020 auf dem Flugplatz Kulmbach gestarteter einmotoriger Doppeldecker vom Typ Pitts S1-S zerschellte wenig später bei Kunstflugübungen auf einer Pferdekoppel zwischen Poppenholz und Feldbuch. Das Fluggerät mit dem Luftfahrzeugkennzeichen N25LM wurde hierbei total zerstört und der alleinbeteiligte 47-jährige Pilot tödlich verletzt.[3][4][5][6]
- Am frühen Abend des 22. April 2021 stürzte ein einmotoriges Ultraleichtflugzeug vom Typ ATEC 122 Zephyr beim Start aus geringer Höhe ab und kam am Startbahnende kopfüber zum Liegen. Die beiden 51- und 52-jährigen Insassen verloren hierbei ihr Leben.[7][8] Unfallursächlich waren laut flugtechnischem Gutachten ein überschrittenes Höchstabfluggewicht, eine falsche Propellereinstellung sowie starker Seitenwind.[9]